# Barailler
Pour les articles homonymes, voir Barailler (homonymie).
Le Barailler est un ruisseau français, affluent de la Dordogne, qui coule dans le département de la Dordogne.

## Géographie
Le Barailler n'a pas à proprement parler de source puisqu'il naît sur la commune de La Force au lieu-dit Chadeau d'une dérivation de l'Eyraud. C'est un défluent.
Il conflue avec la Dordogne en rive droite, en limite des communes du Fleix et de Saint-Pierre-d'Eyraud, trois kilomètres et demi à l'est-sud-est du bourg du Fleix.
Sa longueur est de 6,2 km.

## Affluents
Son principal affluent la Gouyne, ruisseau long de 9,4 km, se trouve en rive droite. À deux kilomètres de son terme, elle se scinde en deux, le bras occidental prenant alors le nom de Vieille Gouyne. Les deux bras se jettent séparément dans le Barailler, à environ 200 mètres l'un de l'autre. 
Il ne faut pas confondre la Gouyne avec son homonyme, affluent de la Dordogne au niveau de Prigonrieux, distante d'à peine dix kilomètres et située plus à l'est. 

### Communes et cantons traversés

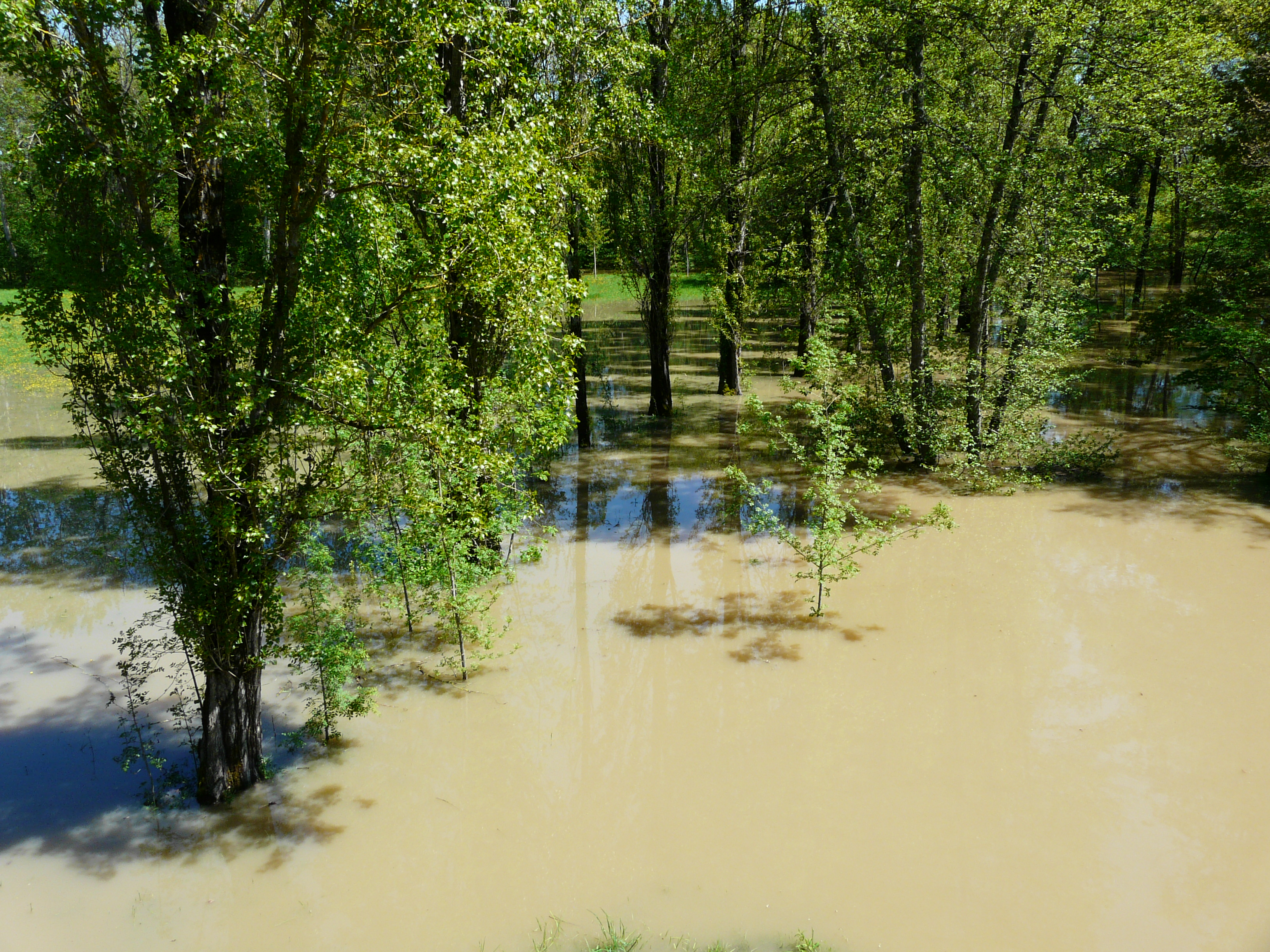
Le Barailler en crue, en limite du Fleix et de Saint-Pierre-d'Eyraud.

À l'intérieur du département de la Dordogne, le Barailler n'arrose que trois communes :
- La Force (origine)
- Saint-Pierre-d'Eyraud (confluence)
- Le Fleix (confluence)